# Ван Сикл, Кейтлин
Кейтлин ван Сикл (англ. Caitlin van Sickle, 26 января 1990, Уилмингтон, Делавэр, США) — американская хоккеистка (хоккей на траве), защитник. Участница летних Олимпийских игр 2016 года, бронзовый призёр Панамериканских игр 2019 года.

## Биография
Кейтлин ван Сикл родилась 26 января 1990 года в американском городе Уилмингтон в штате Делавэр.
С шести лет занималась гольфом по примеру матери, которая играла в него на профессиональном уровне, а также футболом. В четвёртом классе школы Тауэр-Хилл стала играть в хоккей на траве. Также занималась баскетболом и лякроссом.
Окончила университет Северной Каролины, играла в хоккей на траве за его команду. В её составе выиграла первый дивизион чемпионата Национальной ассоциации студенческого спорта. Впоследствии играла за «Фёст Стейт Даймондс». Трижды признавалась лучшим защитником США.
В 2015 году была запасным игроком женской сборной США на Панамериканских играх в Торонто.
В 2016 году вошла в состав женской сборной США по хоккею на траве на летних Олимпийских играх в Рио-де-Жанейро, занявшей 5-е место. Играла на позиции защитника, провела 6 матчей, забила 1 мяч в ворота сборной Австралии.
В 2019 году стала бронзовым призёром хоккейного турнира Панамериканских игр в Лиме.
С 2013 года провела за сборную США 120 матчей.